# スパイシーガーリック
スパイシーガーリックは、日本のお笑いコンビ。プロダクション人力舎所属。スクールJCA25期出身。

## メンバー
片山 智勝（かたやま ともかつ、1990年10月28日 - （34歳））
ネタ作り担当。
静岡県菊川市出身。静岡県立掛川東高等学校、名古屋外国語大学卒業。
身長170 cm、体重63 kg。BWHはそれぞれ91・77・91、足の大きさ27 cm。血液型はA型。
趣味はクラブミュージックを聴く（調子のいい時は踊る）、1人BAR。特技はタイ語、ピアノ、送りバント（一塁側への）、部屋探しの手伝い、ロボットダンス。
結成前は「ねじまきシアター」「ピッポ」というコンビで活動。

ジョン（1996年4月18日 - （29歳））
東京都西多摩郡日の出町出身。東京都立福生高等学校。本名及び旧芸名、村木 侑平（むらき ゆうへい）。
身長169 cm、体重60 kg。BWHはそれぞれ80・70・91。足の大きさ27 cm、頭の大きさ58 cm。
趣味はレゴブロック（レゴランド年間パスポート所持、20万円ほど使用）、イタズラ妄想、銭湯巡り、貯金節約（年間150万円）・わたなべ麻衣（会いに行くほどファン）。
特技は部屋を見ただけで家具の一番いい配置が分かること、貧乏ゆすりがめちゃくちゃ速い。
結成前は「あまからひやし」というトリオで活動。2018年、あまからひやしとして第3回白黒-1グランプリで優勝を飾っている。
2023年1月26日より、日本一おもしろい大崎（ちゃんぴおんず）が考案した現在の芸名に改名。

## 略歴
片山は大学での就活の時期、芸人になりたいと思い立つ。親には「いったん就職してほしい」と言われ、卒業後3年間は不動産（アパマン）の営業マンとして働いた。
ジョンは人を笑わせること自体は昔から好きで、小・中学時代はクラスの人気者的存在だった。高校は知り合いのいないところへ入学することになり、この状態から人気者になれたらお笑いへの道も考えていたところ最終的には「レジェンド」と呼ばれるほどの人気者となり、高校3年時には芸人になるのを決めた。
2016年、スクールJCA25期の同期として2人は出会う。片山は出会った初日からジョンの顔について「割とキレイな顔をしているのにも拘らず面白い顔で、コントをやる上ですごい武器になるんじゃないか」と思っていた。
2020年4月、ジョンが当時組んでいたトリオ「あまからひやし」を解散。そのタイミングで「芸人を辞める」と言い始め、別のコンビを組んでいた片山はあんな面白い顔のヤツと組めるなんて人生で二度と無いチャンスだと思い、当時の相方とは揉めながらも解散。ジョンに対して威圧的に「辞めたら殺す」くらいのことを言い放って引き留め、10月7日に現在のコンビを結成。
2022年8月2日放送『あらびき団 2夜連続!真夏の最強パフォーマー決定戦・第1夜』にて優勝を成し遂げ、その際に披露したコント「ゾンビ」はMCのライト東野こと東野幸治から絶賛された。
その後、キングオブコント2022にて「ゾンビ」のネタでノーシードながら準決勝まで進出。同年に開催された第9回NHK新人お笑い大賞の決勝でも演じ、優勝を果たした。

## 芸風
主にコントだが、漫才を演じることもある。
メンバー内でのボケ・ツッコミの役割はネタ毎で変わり、固定されていない。動きがメインのネタが多く、これはガッテン森枝（元・エレファントジョン）からのアドバイスによるもの。

## 賞レース成績
- 2021年 M-1グランプリ 1回戦敗退[1]
- 2022年
  - あらびき団 2夜連続!真夏の最強パフォーマー決定戦・第1夜 優勝[17]
  - キングオブコント 準決勝進出[12]
  - 第9回NHK新人お笑い大賞 優勝[14][15]
- 2023年 キングオブコント 準々決勝進出[18]

## 出演

### テレビ
- あらびき団（TBSテレビ、2022年8月2日）[11][17][19]
- THE CONTEへの道（フジテレビ、2022年8月6日）[20]
- 目指せ!!アウトレット芸人7（チバテレ、2022年9月5日）
- ネタパレ（フジテレビ、2022年9月30日）[21]
- ラヴィット!（TBSテレビ、2022年11月30日）[22]
- ダウンタウンのガキの使いやあらへんで!!「第17回山-1グランプリ」（日本テレビ、2023年1月22日）
- 証言者バラエティ アンタウォッチマン!（テレビ朝日、2023年9月19日）
- わらたまドッカ〜ン（Eテレ 2023年5月18日・8月24日、2023年10月26日、2024年2月15日(再放送)）
- 立川志らくの演芸図鑑（NHK総合、2023年11月12日）

### ラジオ
- マイナビ Laughter Night（TBSラジオ 2022年9月23日[23]・11月18日[24]、2023年1月20日[25]・3月3日[26]・5月26日[27]・9月8日[28]）
- タカアンドトシのお時間いただきます（NHKラジオ第1、2022年12月14日、2023年4月5日 - 2024年3月27日）「令和の知ったかぶりトレンド」レギュラー

### 舞台・ライブ
- スパイシーガーリック×Gパンパンダ ツーマンライブ『Pizzzza』（2023年1月14日、西新宿ナルゲキ）[29][30]
- スパイシーガーリック×ネギゴリラ×バローズ スリーマンライブ『VANES』（2023年11月9日、新宿バティオス）[31]

### 単独公演
- 第1回単独公演『Zero to Hero』（2023年4月8日、新宿シアターモリエール）[32]